# Urkeltisch
Die urkeltische Sprache, in der wissenschaftlichen Literatur auch Protokeltisch genannt, ist die rekonstruierte Vorläufersprache, von der die keltischen Sprachen abstammen, eine Sprachfamilie, die wiederum einen Zweig der indogermanischen Sprachfamilie bildet. Der Wortschatz des Urkeltischen kann zuverlässig mit der historisch-vergleichende Methode (Sprachvergleich) der historischen Linguistik rekonstruiert werden. Das Keltische ist ein Zweig der westlichen Gruppe der indogermanischen Sprachen neben Germanisch, Italisch und der baltisch-slawischen Gruppe. Das genaue Verhältnis dieser Gruppen untereinander ist Gegenstand der Diskussion; insbesondere wird diskutiert, ob es eine italo-keltische Zwischenstufe gegeben hat. Die italo-keltische Theorie nimmt eine Periode gemeinsamer Entwicklung der vorkeltischen mit den voritalischen Dialekten an. Diese Überlegungen gehen auf Carl Friedrich Lottner (1861) und Alois Walde zurück, der im Jahre 1917 den Aufsatz „Über älteste sprachliche Beziehungen zwischen Kelten und Italikern“ verfasste.
Die italo-keltische Theorie sei nach Haarmann (2016) nicht belegbar; er sieht im Keltischen eine Ausgliederung einer eigenständigen indogermanischen Sprachgruppe, die 2000 v. Chr. aus der (hypothetischen) indogermanischen Ursprache eingesetzt hatte.
Dennoch gibt es auch eine Reihe zeitgenössischer Sprachwissenschaftler, die die Hypothese weiterhin als belegt betrachten, so etwa Calvert Watkins (1966) oder Peter Schrijver.
Die älteste archäologische Kultur, die als protokeltisch angesehen werden kann, ist die Urnenfelderkultur der mitteleuropäischen späten Bronzezeit (letztes Viertel des 2. Jahrtausends v. Chr.). Die aus ihr hervorgegangene eisenzeitliche Hallstattkultur war möglicherweise keltisch.
Die sprachwissenschaftliche Rekonstruktion des Urkeltischen ist im Gange, siehe Matasović (2009).
Das älteste Keltisch wird – vorwiegend nach geographischen, historischen und typologischen Gesichtspunkten – in Inselkeltisch und Festlandkeltisch aufgeteilt, wobei letzteres ausgestorben ist und alle bis heute gesprochenen keltischen Sprachen, auch das Bretonische, dem Inselkeltischen angehören. (Das Festlandkeltische ist hierbei definitiv keine genetische Einheit, sondern eine Zusammenfassung mehrerer Haupt- oder Primärzweige der keltischen Sprachfamilie, während das Inselkeltische von manchen Fachleuten für einen Primärzweig gehalten wird, herkömmlich jedoch als eine bloß typologisch begründete Gruppierung zweier Primärzweige, Goidelisch und Britannisch, betrachtet wird.) Bei der Erforschung des Festlandkeltischen besteht weitgehende Klarheit über die Phonologie und einige Gewissheit über das Formensystem (Morphologie, Flexion), während bei der Syntax mangels überlieferter Texte viele Unklarheiten bestehen. In den am besten bekannten festlandkeltischen Varietäten Gallisch und Keltiberisch sind nur wenige vollständige Sätze überliefert, die jedoch durch ihr hohes Alter von großem Wert für die Erforschung des Urkeltischen sind. Dagegen ist die älteste keltische Literatur in altirischer Sprache, der am frühesten überlieferten inselkeltischen Sprache, ab dem 7. Jahrhundert n. Chr. überliefert.

## Phonologische Rekonstruktion
Im Folgenden sind die phonologischen Unterschiede zwischen dem Urindogermanischen und dem Urkeltischen aufgelistet.

### Konsonanten
| Urindogermanisch | Urkeltisch | Beispiel                                                                   | Altirisch                                | Walisisch                                  |
| ---------------- | ---------- | -------------------------------------------------------------------------- | ---------------------------------------- | ------------------------------------------ |
| *p               | *φ         | *ph₂tḗr > *φatīr ‚Vater‘                                                   | athir                                    | awal. -atr                                 |
| *t               | *t         | *tréi̯es > *trīs ‚drei‘                                                     | trí                                      | tri                                        |
| *k, ḱ            | *k         | *kh₂n̥-e- > *kan-o- ‚singen‘ *ḱm̥tom > *kantom ‚hundert‘                     | canaid cét /kʲeːd/                       | canu cant                                  |
| *kʷ              | *kʷ        | *kʷetu̯r̥es > *kʷetwares ‚vier‘                                              | ceth(a)ir                                | pedwar                                     |
| *b               | *b         | *dʰub-no- > *dubnos ‚tief‘                                                 | domun                                    | dwfn                                       |
| *d               | *d         | *derḱ- > *derk- ‚hin-, erblicken‘                                          | derc ‚Auge‘                              | dyrch ‚Sehen, Sicht‘                       |
| *g, ǵ            | *g         | *gli-néh₁- > *gli-na- ‚kleben bleiben‘ *ǵen-u- > *genu- ‚Kinnbacke, Kinn‘  | glen(a)id gi(u)n ‚Mund‘                  | glynu ‚abhängen‘ gên ‚Wange, Kinn‘         |
| *gʷ              | *b         | *gʷenh₂ > *bena ‚Frau‘                                                     | ben                                      | awal. ben                                  |
| *bʰ              | *b         | *bʰér-e- > *ber-o- ‚tragen, bringen‘                                       | berid ‚trägt‘                            | adfer ‚wiederherstellen‘, cymeryd ‚nehmen‘ |
| *dʰ              | *d         | *dʰi-néh₁- > *di-na- ‚saugen‘                                              | denait ‚sie saugen‘                      | dynu, denu                                 |
| *gʰ, ǵʰ          | *g         | *gʰh₁bʰ-(e)i- > *gab-i- ‚fassen, nehmen‘ *ǵʰelH-ro- > *galaro- ‚Krankheit‘ | ga(i)bid ‚nimmt, ergreift, erhält‘ galar | gafael ‚halten‘ galar ‚Trauer, Kummer‘     |
| *gʷʰ             | *gʷ        | *gʷʰn̥- > *gʷan-o- ‚töten, verwunden‘                                       | gonaid                                   | gwanu ‚erdolchen‘                          |
| *s               | *s         | *seno- > *senos ‚alt‘                                                      | sen                                      | hen                                        |
| *m               | *m         | *méh₂tēr > *mātīr ‚Mutter‘                                                 | máthir                                   | vgl. modryb ‚Mutterschwester, Tante‘       |
| *n               | *n         | *h₂nép-ōt- > *neφūts ‚Neffe‘                                               | niad                                     | nai                                        |
| *l               | *l         | *leiǵʰ- > *lig-e/o- ‚lecken‘                                               | ligid                                    | llyo, llyfu                                |
| *r               | *r         | *h₃rēǵ-s > *rīgs ‚König, Herrscher‘                                        | rí (Gen. ríg)                            | rhi                                        |
| *i̯               | *j         | *h₂i̯uh₁n-ḱós > *juwankos ‚jung‘                                            | óac                                      | ieuanc                                     |
| *u̯               | *w         | *h₂u̯l̥h₁tí- > *wlatis ‚Gewalt, Herrschaft‘                                  | flaith ‚Herrschaft, Fürst‘               | gwlad ‚Land‘                               |

1. ↑  Walisisch adfer < *ate-ber-, cymeryd < veraltet cymer < mwal. cymeraf < *kom-ber- (mit -yd aus der Verbalnomen cymryd < *kom-britu).

### Vokale
| Urindogermanisch                       | Urkeltisch                   | Beispiel                                                   | Altirisch                          | Walisisch                               |
| -------------------------------------- | ---------------------------- | ---------------------------------------------------------- | ---------------------------------- | --------------------------------------- |
| *a, h₂e                                | *a                           | *h₂ep-h₃ōn- > *abū (Akk. abonen) ‚Fluss‘                   | aub (Gen. abae)                    | afon                                    |
| *ā, *eh₂                               | *ā                           | *bʰréh₂tēr > *brātīr ‚Bruder‘                              | bráthir                            | brawd                                   |
| *e, h₁e                                | *e                           | *seno- > *senos ‚alt‘                                      | sen                                | hen                                     |
| *H (zwischen Konsonanten)              | *a                           | *ph₂tḗr > *φatīr ‚Vater‘                                   | athir                              | awal. -atr                              |
| *ē, eh₁                                | *ī                           | *u̯eh₁-ro- > *wīros ‚wahr‘                                  | fír                                | gwir                                    |
| *o, Ho, h₃e                            | *o                           | *Hroth₂o- > *rotos ‚Rad‘                                   | roth                               | rhod                                    |
| *ō, eh₃                                | im Auslaut, *ū               | *h₂nép-ōt- > *neφūts ‚Neffe‘                               | niæ (Gen. niad)                    | nai                                     |
| *ō, eh₃                                | an anderer Stelle, *ā        | *deh₃nus > *dānus ‚Schenkung‘                              | dán                                | dawn                                    |
| *i                                     | *i                           | *gʷih₃-tu- > *bitus ‚Welt‘                                 | bith                               | byd                                     |
| *ī, iH                                 | *ī                           | *rīmeh₂ > *rīmā ‚Zahl‘                                     | rím                                | rhif                                    |
| *ai, h₂ei, eh₂i                        | *ai                          | *keh₂i-ko- > *kaikos ‚blind‘ *seh₂itlo- > *saitlo- ‚Alter‘ | cáech ‚auf einem Auge blind‘ —     | coeg ‚leer, vergeblich; einäugig‘ hoedl |
| *(h₁)ei, ēi, eh₁i                      | *ē                           | *dei̯-u̯-os > *dēwos ‚Gott‘                                  | día                                | duw ‚Göttlichkeit‘                      |
| *oi, ōi, h₃ei, eh₃i                    | *oi                          | *Hoi-Hn-o- > *oinos ‚eins‘                                 | óen, oín                           | un                                      |
| *u                                     | vor wa, *o                   | *h₂i̯uh₁n-ḱós > früh *juwankos > spät *jowankos ‚jung‘      | óac                                | ieuanc                                  |
| *u                                     | an anderer Stelle, *u        | *sru-tu- > *srutus ‚Strom‘                                 | sruth ‚Fluss, Strom‘               | ffrwd ‚Strom, Sturzbach, Flut‘          |
| *ū, uH                                 | *ū                           | *ruHneh₂ > *rūnā ‚Geheimnis (vgl. Runen!)‘                 | rún                                | rhin                                    |
| *au, h₂eu, eh₂u                        | *au                          | *tous-o/eh₂ > *tauso- m. ~ *tausā f. ‚Schweigen‘           | táue f.                            | taw m.                                  |
| *(h₁)eu, ēu, eh₁u; *ou, ōu, h₃eu, eh₃u | *ou                          | *teuteh₂ > *toutā ‚Volk, Stamm‘ *gʷeh₃-u-s > *bows ‚Kuh‘   | túath bó                           | tud mwal. bu, biw ‚Kühe‘                |
| *l̥                                     | vor Verschlusslaute, *li     | *pl̥th₂nós > *φlitanos ‚weit‘                               | lethan                             | llydan                                  |
| *l̥                                     | vor anderen Konsonanten, *al | *kl̥h₁- > *kaljākos ‚Hahn‘                                  | cailech                            | ceiliog                                 |
| *r̥                                     | vor Verschlusslaute, *ri     | *bʰr̥ti- > *briti- ‚Tragen; Geist‘                          | breth, brith                       | bryd ‚Geist, Wille, Absicht‘            |
| *r̥                                     | vor anderen Konsonanten, *ar | *mr̥u̯os > *marwos ‚tot‘                                     | marb                               | marw                                    |
| *m̥                                     | *am                          | *dm̥-nh₂- > *damna-                                         | -damna ‚bindet fest, bändigt‘      | —                                       |
| *n̥                                     | *an                          | *h₃dn̥t- > *danton ‚Zahn‘                                   | dét /dʲeːd/                        | dant                                    |
| *l̥H                                    | vor Obstruenten, *la         | *h₂u̯lh₁tí- > *wlatis ‚Gewalt, Herrschaft‘                  | flaith                             | gwlad ‚Land‘                            |
| *l̥H                                    | vor Sonoranten, *lā          | *pl̥Hmeh₂ > *φlāmā ‚Hand‘                                   | lám                                | llaw                                    |
| *r̥H                                    | vor Obstruenten, *ra         | *mr̥Htom > *mratom ‚Treuebruch‘                             | mrath                              | brad                                    |
| *r̥H                                    | vor Sonoranten, *rā          | *ǵr̥Hnom > *grānom ‚Korn‘                                   | grán                               | grawn                                   |
| *m̥H                                    | *am ~ mā                     | Essiv *dm̥h₂-h₁i̯é- > *damje/o- ‚ist zahm, ist gefügig‘      | -daim ‚duldet, gesteht zu‘, fodam- | goddef ‚erdulden‘                       |
| *n̥H                                    | *an ~ *nā                    | *ǵn̥h₃-tó- > *gnātos ‚bekannt‘                              | gnáth                              | gnawd ‚gewöhnlich, üblich‘              |

1. ↑  Nach Hackstein (2002) *CH.CC > Ø im unbetonten Inlaut. Somit schwindet der Laryngal in den schwachen Fällen, das ein ablautendes Paradigma ergibt, z. B. idg. N.Sg. *dʰugh₂tḗr gegenüber G.Sg. *dʰugtr-os ‚Tochter‘ > frühurkelt. *dugater- ~ dugtr-. Daraus die Paradigmenspaltung: keltiberisch G.Sg. tuateros, N.Pl. tuateres gegenüber gallish duχtir (< *dugtīr). (Zair 2012, S. 161 u. 163).